# الكنيسة الأفغانية

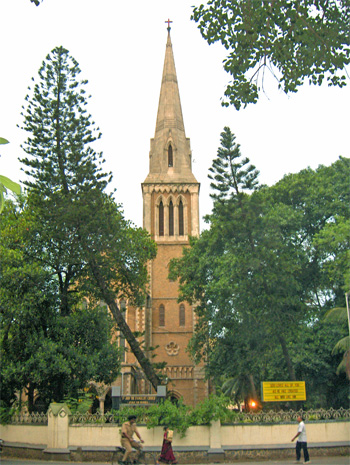
مشهد أمامي للكنيسة

كنيسة القديس يوحنا الإنجيلي والمعروفة باسم الكنيسة الأفغانية ( المهاراتية : अफ़ग़ान चर्च ) هي الكنيسة الأنجليكانية في مومباي، الهند، بناها البريطانيون لاحياء ذكرى قتلى الحرب الإنجليزية الأفغانية الأولى وانسحاب 1842 من كابول، ويسجل النصب التذكاري والألوان المعروضة في الجزء الخلفي من صحن الكنيسة سقوط ضحايا من الحرب الإنجليزية الأفغانية الثانية، وتقع الكنيسة في منطقة كولابا في جنوب مومباي.

## معرض صور

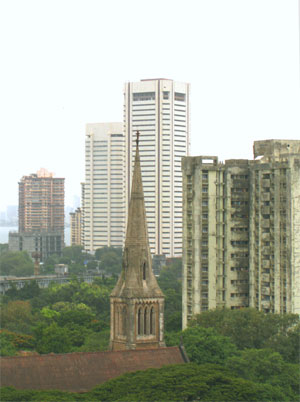
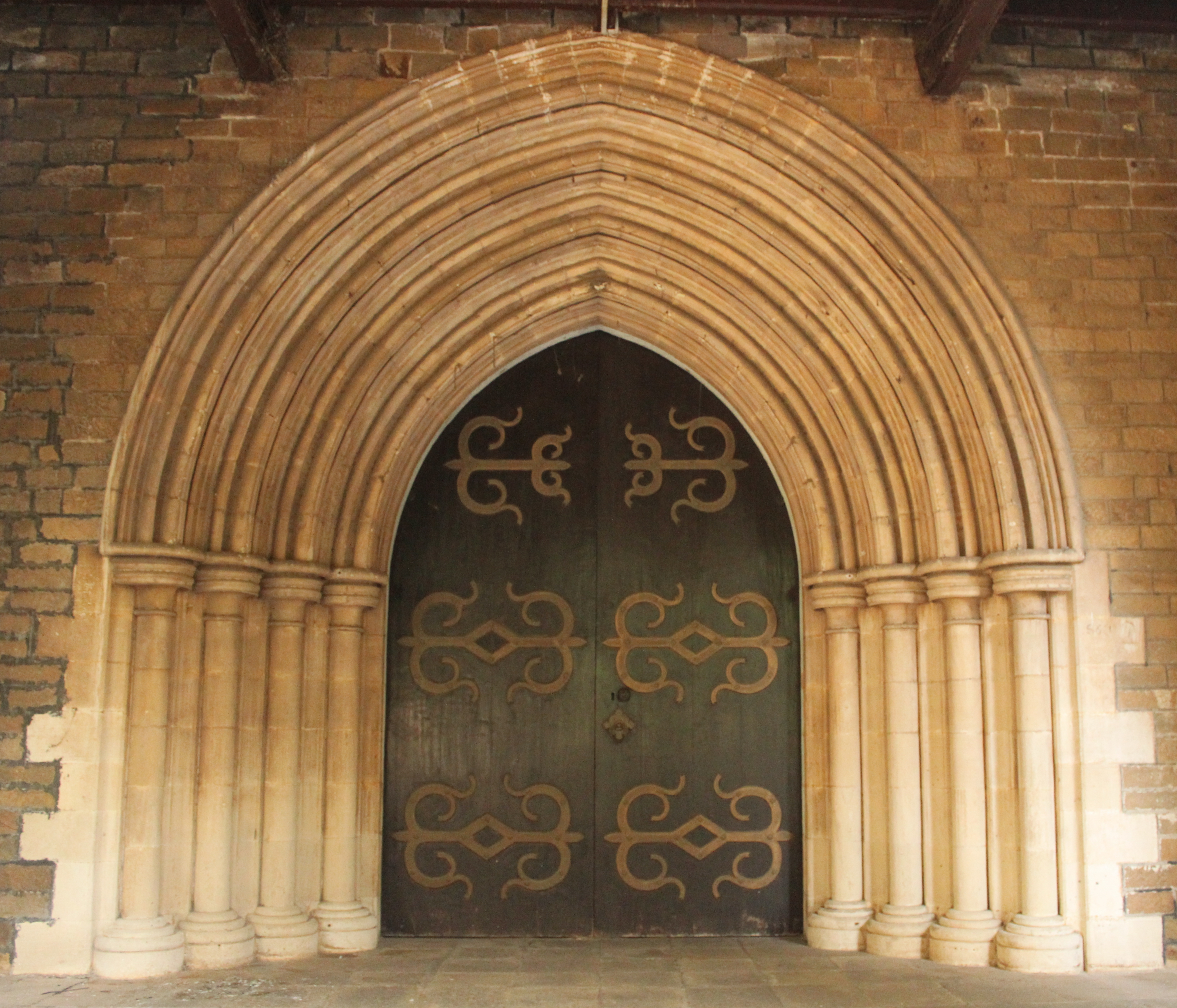
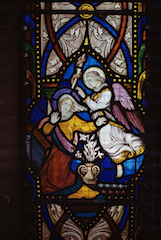